# Búrfell (Árneshreppur)
Pour les articles homonymes, voir Búrfell.
La Búrfell, toponyme islandais signifiant « la montagne du cellier », est une montagne d'Islande située dans le Nord-Ouest du pays, dans la péninsule des Vestfirðir. Avec 697 mètres d'altitude, elle constitue le point culminant du Búrfellshæðir, un plateau dominant le fond du Reykjarfjörður où se trouve la localité de Djúpavík.
La montagne se présente sous la forme d'une arête allongée dans le sens est-ouest, cernée de falaises à son extrémité orientale où se trouve le sommet. La limite entre les municipalités d'Árneshreppur au nord et de Kaldrananeshreppur au sud passe sur la ligne de crête. Une piste carrossable passe sous le sommet à l'est, en balcon au-dessus du Reykjarfjörður.